# Atrichantha
Atrichantha é um género botânico pertencente à família Asteraceae.